# Nam Ji-hyun
Dans ce nom coréen, le nom de famille, Nam, précède le nom personnel.
Nam Ji-hyun (남지현) est une actrice sud-coréenne née le 17 septembre 1995  à Incheon.

## Filmographie

### Films
- 2005: Shadowless Sword: Yeon So-ha jeune
- 2006: My Captain Mr. Underground: Park Ji-min
- 2007: Mapado 2: Back to the Island:
- 2009: If You Were Me 4: Park Jin-ju
  - Astro Boy : Cora
- 2010: Happy Ulleung Man
  - Family Plan: Ji-min
  - Ghost (Be With Me)

- 2011 : O-neul de Lee Jeong-hyang (en)
  - A Reason to Live: Ji-min
- 2013 : Monster Boy de Jang Joon-hwan
- 2016 : Tunnel de Kim Seong-hoon
  - The Map Against The World: Soon-Sil

### Séries télévisées
- 2004: Say You Love Me: Seo Young-chae jeune
- 2006: My Love: Kim Min
  - My Love Clementine: Jang Ba-da
- 2007: Lobbyist: Yoo So-young (Maria) jeune

- 2008: The Great King, Sejong: Princesse Shim jeune
  - Our Happy Ending: Kang Mi-na
  - East of Eden: Kim Ji-hyun jeune
- 2009: Queen Seondeok: Princesse Deokman jeune
  - Will It Snow for Christmas?: Han Ji-wan jeune
- 2010: Giant: Hwang Jung-yeon jeune
  - It's Me, Grandmother: Park Eun-ha

- 2011: Warrior Baek Dong-soo: Yoo Ji-sun jeune
- 2012: Drama Spécial: Girl Detective, Park Hae-sol: Park Hae-sol
  - Can't Live Without You: Eun-deok
  - To the Beautiful You: Hong Da-hae
- 2014: Angel Eyes: Yoon Soo-wan jeune
  - What Happens to My Family?: Kang Seo-wool
- 2015: Late Night Restaurant: Hye-ri

- 2016 : Mystery Freshman: Oh Ah-yeong
  - Shopping King Louie : Ko Bok-shil
- 2017 : Suspicious Partner : Eun Bong-hee
- 2018 : 100 Days My Prince : Yeon Hong-sim / Yoon Yi-seo
- 2019: Dear My Room: Caméo; épisode 11
- 2020: 365: Repeat the Year: Shin Ga-hyun

- 2021 : DramaFesta: Off Route: Kang Su-ji
  - The Witch's Diner : Jeong Jin

## Prix et Nominations
| Année | Cérémonie        | Catégorie               | Films / séries | Résultat |
| ----- | ---------------- | ----------------------- | -------------- | -------- |
| 2006  | SBS Drama Awards | Meilleure jeune actrice | My Love        | Gagnée   |
| 2007  | SBS Drama Awards | Meilleure jeune actrice | Lobbyist       | Nommée   |
| 2008  | MBC Drama Awards | Meilleure jeune actrice | East of Eden   | Gagnée   |
| 2009  | MBC Drama Awards | Meilleure jeune actrice | Queen Seondeok | Gagnée   |